# Мрія життя
«Мрія Життя» — український рок-гурт з Ніжина (Чернігівщина), складається з 4-х учасників. Датою створення гурту вважається 10 березня 2010 року, однак сучасний склад гурту змінився майже повністю.
Свій стиль характеризують як суміш харду,електроніки та альтернативи.
Гурт співає українською мовою.

## Історія
В березні 2010 року було засновано гурт Мрія Життя. Із діючого складу, на той період в гурті був лише гітарист Дмитро Хижняк.
Восени 2010 року до гурту приєднався клавішник Руслан Чоп, а навесні 2011 бас-гітарист Микола Пивовар та Анатолій Нагорний. Разом з ними творив ударник Андрій Малов та вокаліст Сергій Гаркавенко. В 2012 році побачив світ міні-альбом «Уві сні».
Навесні 2013 року Андрій Малов та Сергій Гаркавенко йдуть з гурту і майже одночасно приходить новий ударник Сергій Ігнатов, який грає в діючому складі. Роль вокаліста взяв на себе Дмитро Хижняк.
Восени 2013-го хлопці пробують змінити настрій пісень і запрошують в колектив вокаліста Андрія Панькевича.
Найплідніший період гурту почався із жовтня 2013 року. Саме тоді гурт виступив на першому серйозному для себе міжнародному рок-фестивалі «Слов'янський рок». На ньому гурт не здобув нагород, але це додало хлопцям досвіду виступів на великій сцені.
Мрія Життя — фіналісти таких рок турнірів як «Чиста планета 2014», «Рок над морем 2014», переможці турніру «Рок Тріумф 2014» , організатори та учасники благодійних концертів.
У лютому 2015 року хлопці відправляються в міні-тур в підтримку нового альбому «Відчуй». Відвідали такі міста як Чернівці, Коломия, Тернопіль та Київ. В травні 2015 року відбувся світовий реліз альбому під назвою «Відчуй». Реліз відбувся за підтримки лейблу Metal Scrap Records. Запис альбому проходив на студії DreamLife Studio Records.
У лютому 2016 року відбувся другий за рахунком тур,який охопив такі міста як Київ, Чернігів, Черкаси, Полтава, Львів.
в жовтні 2016 року гурт покидають Руслан Чоп та Анатолій Нагорний.

## Склад
- Андрій Панькевич — поет, вокаліст.
- Дмитро Хижняк — композитор, гітара.
- Микола Пивовар — бас-гітара
- Сергій Ігнатов — ударні
- Юлія Капшученко-Шумейко — менеджер

Колишні учасники:
- Гаркавенко Сергій (в групі з 2011 по 2012) - вокал
- Андрій Малов (в групі з 2010 по 2013) - ударник
- Анатолій Нагорний (в групі з 2011 по 2016) - гітара
- Руслан Чоп (в групі з 2010 по 2016) - клавіші, семпли.

## Дискографія
- Уві сні (ЕР 2012)
- Відчуй (2015)

Сингли та окремо видані пісні:
- Мрія Життя 2013
- Один на один 2014
- Настал твой час 2014
- Не здавайся (трек згодом увійшов в альбом «Відчуй») 2014
- Highway to hell for Putin (cover AC/DC) 2015
- Думка
- Вітрила

## Кліпи
«Не смій падати з ніг». 2016 р.